# 斯德哥爾摩 (明尼蘇達州)
斯德哥爾摩（英語：Stockholm）是位於美國明尼蘇達州賴特縣的一個非建制地區。

## 地理
斯德哥爾摩所處的海拔為高於海平面318米（即1043英呎），而該地所採用的時區為UTC-6，即北美中部時區（CST）。同時該地設有夏令時間，為UTC-6調快一小時，即UTC-5（CDT）。